# (Always Be My) Sunshine
(Always Be My) Sunshine è il secondo singolo del rapper statunitense Jay-Z, pubblicato il 16 settembre 1997 ed estratto dal suo secondo album, In My Lifetime, Vol. 1. Prodotto da Daven Vanderpool, il singolo vede la partecipazione dell'artista R&B Babyface e della rapper statunitense Foxy Brown.
Il singolo entra nella Hot 100 e in diverse classifiche europee, restando in classifica in Germania per quattordici settimane e raggiungendo la diciottesima posizione.

## Tracce

### CD
1. Sunshine (Radio Edit) - 3:15
2. Sunshine (Album Version) - 4:11
3. Sunshine (Clean Version) - 4:12
4. Sunshine (TV Track) - 4:12
5. Sunshine (Acapella) - 3:49

### Vinile
Lato A
1. Sunshine (Album Version)
2. Sunshine (Radio Edit)
3. Sunshine (TV Track)

Lato B
1. Sunshine (Clean Version)
2. Sunshine (Instrumental)
3. Sunshine (Acapella)

## Classifiche

### Classifiche settimanali
| Classifica (1997)        | Posizione massima |
| ------------------------ | ----------------- |
| Germania                 | 18                |
| Nuova Zelanda            | 22                |
| Paesi Bassi              | 66                |
| Regno Unito              | 25                |
| Stati Uniti              | 95                |
| US Hot R&B/Hip-Hop Songs | 37                |
| US R&B/Hip Hop Airplay   | 53                |
| Svezia                   | 42                |